# Eva Syková
Eva Syková (* 24. července 1944 Rožmitál pod Třemšínem) je česká vědkyně, lékařka a politička.
V roce 2012 byla zvolena do horní komory parlamentu ve volebním obvodu č. 20 – Praha 4 jako bezpartijní za ČSSD. Ve volbách volbách 2018 kandidovala za hnutí ANO, ale mandát neobhájila.
V letech 2001 až 2016 řídila Ústav experimentální medicíny Akademie věd České republiky. Věnuje se výzkumu mozku a kmenových buněk. K roku 2020 byla autorkou 443 publikací v impaktovaných časopisech a spoluautorkou 7 patentů. V roce 2006 činila hodnota jejího Hirschova indexu 29, čímž patřila k nejcitovanějším českým vědcům. V září 2020 činila hodnota jejího Hirschova indexu 65 a celkový počet citací (bez autocitací) přesahoval 12 600.  V roce 2020 byla uvedena ve Stanfordském celosvětovém seznamu mezi 2 % nejcitovanějších vědců úhrnně za celou kariéru, kde figurovala jako nejcitovanější Češka.

## Vědecká kariéra
V roce 1970 ukončila studium na Fakultě všeobecného lékařství UK v Praze. Šest let poté obdržela kandidaturu věd (CSc.) za dizertační práci Změny koncentrace draselných iontů v extracelulárním prostoru míchy při vzruchové aktivitě. Pracovala v Ústavu fyziologických regulací ČSAV v laboratoři neurohumorálních regulací, tj. přenosem informace mimo klasické synapse včetně patologie procesu při míšním poranění na modelu skokana.
Po sametové revoluci získala doktorát věd (DrSc.) za dizertační práci Dynamické změny mikroprostředí nervových a receptorových buněk (1990). Současně s vědeckou dráhou také přednáší na lékařských fakultách. V roce 1994 se habilitovala na Univerzitě Karlově v Praze pro obor fyziologie. O šest let později se stala profesorkou pro obor fyziologie a patologická fyziologie.
Od roku 1991 do roku 2012 působila na 2. lékařské fakultě UK ve funkci vedoucí Oddělení neurověd (od roku 1996 Ústav neurověd). V roce 2000 byla jmenována vedoucí Centra buněčné terapie a tkáňových náhrad UK, které vedla do roku 2011. V roce 2001 se stala ředitelkou Ústavu experimentální medicíny Akademie věd České republiky a vedoucí Centra excellence EU – MEDIPRA. Spolu s manželem zasedala v důležitých komisích a agenturách, které rozhodovaly o financování výzkumu především v neurovědách. Účastnila se studijních pobytů na univerzitách v Göteborgu, Heidelbergu a Perthu. Ve vědecké oblasti se specializuje na výzkum mozku a kmenových buněk.
Dne 16. prosince 2008 se ucházela o post předsedkyně Akademie věd České republiky. Ve volbě nového předsednictva AV ČR prohrála s protikandidátem profesorem Jiřím Drahošem v poměru hlasů 27:188.

### Klinická studie na ALS a kontroverze
Profesorka Syková je známá podporou a propagací léčby kmenovými buňkami, včetně léčby amyotrofické laterální sklerózy (ALS). Státní ústav pro kontrolu léčiv povolil 29. března 2012 klinickou studii AMSC-ALS-001 Klinické hodnocení testující možné využití mesenchymálních stromálních buněk u pacientů s ALS. Klinická studie byla zahájena 20. června 2012 se zaměřením na bezpečnost a účinnost aplikace a provádí ji Neurologická klinika dospělých, FN v Motole, Praha 5 pod vedením tehdejšího docenta Martina Bojara. Technicky zajišťuje produkci kmenových buněk Bioinova, ve kterém má Ústav experimentální medicíny AV ČR (UEM) menšinový 42% podíl. Bioinova technicky zajišťuje i podobné schválené klinické studie FN Motol na užití kmenových buněk pro reimplantaci totální endoprotézy kyčelního kloubu (AMSC-BDT-001), reperaci poškozené šlachy u pacientů s rupturou rotátorové manžety (AMSC-RC-001) při navození srůstu obratlů po operaci páteře (AMSC-DSD-001).
Podle článku v Medical Tribune Cz ze září 2014 tým Sykové a Bioinova vybíral od několika pacientů (ALS) za aplikaci kmenových buněk v rámci experimentální terapie 150 000 Kč, čímž mohlo dojít k porušení etiky biomedicínského výzkumu. K takovému jednání se v obecné rovině kriticky vyjádřili předseda České neurologické společnosti Karel Šonka, ředitel Ústavu molekulární genetiky Akademie věd profesor Václav Hořejší a ministr zdravotnictví Svatopluk Němeček. Nověji byla metoda nadto označena i za nevědeckou a riskující životy pacientů. Kauze se věnoval týdeník Respekt. V listopadu roku 2015 Česká televize uvedla reportáž „Obchod s nadějí” v pořadu Reportéři ČT. Na tento podnět rychle zareagoval tehdejší předseda AV ČR Jiří Drahoš podáním podnětu k prošetření etické komisi, která v březnu 2016 vydala stanovisko, podle něhož podávání kmenových buněk pacientům mimo klinickou studii nebylo pracovníky UEM dostatečně odůvodněno a bylo nekriticky prezentováno na webových stránkách instituce. Právní stránka aplikace mimo klinickou studii byla dle rady v pořádku. Profesorka Syková všechna nařčení a závěry etické komise jednoznačně odmítla s odkazem na existující publikace a výsledky klinické studie. V navazující reportáží Markéty Dobiášové, která byla odvysílána v pořadu Reportéři ČT květnu 2016, ovšem několik pacientů zařazených do klinické studie vypovědělo, že museli za podání kmenových buněk uhradit poplatek, přičemž ovšem jakékoliv platby za účast v klinických studiích jsou zákonem zakázané.
Podle vyjádření UEM výsledky klinické studie prokázaly, že u téměř 70 % pacientů došlo k statisticky významnému zpomalení progrese neurologického deficitu, které přetrvávalo 3 až 12 měsíců. Většina z těchto pacientů vykazovala několik měsíců po podání KB stabilní hodnoty v testech svalové síly končetin a nedošlo u nich po dobu 12 měsíců k významnému zhoršení ventilačních parametrů (FVC>65 %). U několika pacientů došlo dokonce ke zlepšení některých testovaných funkcí.
SÚKL u klinického hodnocení v minulosti provedl inspekci. Z informací získaných v rámci inspekce nevyplynulo, že by pacienti zařazení do klinického hodnocení cokoli hradili. Šetření se však nezaměřovalo na pacienty zařazené mimo studii, jichž se tyto platby týkaly.

### Odvolání z vedení ústavu
Druhý den ráno po uvedení reportáže byla profesorka Syková odvolána předsedou AV ČR Jiřím Drahošem z vedení Ústavu experimentální medicíny z důvodu možného poškození dobrého jména AV ČR. Syková na funkci následně sama rezignovala a rada ústavu její rezignaci přijala; později pak ukončila v ústavu i pracovní poměr. Též Učená společnost ČR otevřela otázku jejího vyloučení, čemuž předešla svou vlastní rezignací na členství; nicméně Syková následně uvedla, že podá žalobu „proti institucím a lidem, kteří vyvolali tuto kauzu“. Senátorky Sykové se zastali někteří politici, například senátor a místopředseda ODS Miloš Vystrčil. Profesorka Syková celou situaci vnímá jako pokus o cílenou dehonestaci jak v akademické obci, tak před veřejností.
Nicméně on řek, že buď odstoupím nebo že mě odvolá sám, a když neodstoupím dobrovolně, tak že mě odvolá rada instituce a když mě neodvolá rada instituce, tak že mě odvolá dozorčí rada a když mě neodvolá dozorčí rada, tak že on jmenuje novou dozorčí radu. Takto přesně vám to interpretuju, co mi zatelefonoval. A konec do patnácti minut mám zavolat.
Eva Syková, doslovné vyjádření k odvolání Jiřím Drahošem z AV ČR v rozhovoru pro XTV.cz

### Dozvuky kauzy
Několik komisí zkoumalo etiku jednání při klinické studii. Komise Univerzity Karlovy došla k závěru, že postup zaměstnanců byl v rozporu s etickým kodexem školy. Naopak podle interního šetření FN Motol její zaměstnanci neporušili předpisy při experimentální léčbě (ALS) a nemocnice nepochybila. Interní šetření ale také respektuje odlišné stanovisko etické komise Univerzity Karlovy. Neurolog Martin Bojar odešel z nemocnice. Profesorka Syková byla okamžitě zaměstnána ve Slovenské akademii věd (SAV). Následně probíhalo další šetření SÚKLu.

### Další výzkumná činnost
Dne 28. června 2016 developer Finep oznámil, že Finep Innovation získala 15% podíl ve společnosti Bioinova, která technicky zajišťovala klinickou studii na amyotrofickou laterální sklerózu. Koncem roku 2015 do Bioinovy vstoupila také královéhradecká rodinná firma Hakel, která vyrábí elektronické součástky. Za patnáctimilionovou investici získala 15% podíl v Bioinově. Ústav experimentální medicíny AV ČR držel 35% podíl. Ke konečnému prodeji zbývajícího menšinového podílu Ústavu pro experimentální medicínu AV ČR ve společnosti Bioinova do soukromých rukou a k některým dalším tvrzením prof. Evy Sykové se Ústav experimentální medicíny vyjádřil v oficiální tiskové zprávě ze dne 14. srpna 2018.
Eva Syková získala v SAV grant na výzkum Alzheimerovy choroby.
V červnu 2018 prof. Syková a miliardář David Beran založili společnost Scimed Biotechnologies se zaměřením na kmenové buňky, biomateriály, tkáňové náhrady, nanotechnologie, moderní fyzikální a zobrazovací techniky včetně podpory klinických studií. Beran uvedl, že hodlá do společnosti v roce 2018 investovat několik desítek milionů korun.

## Politika

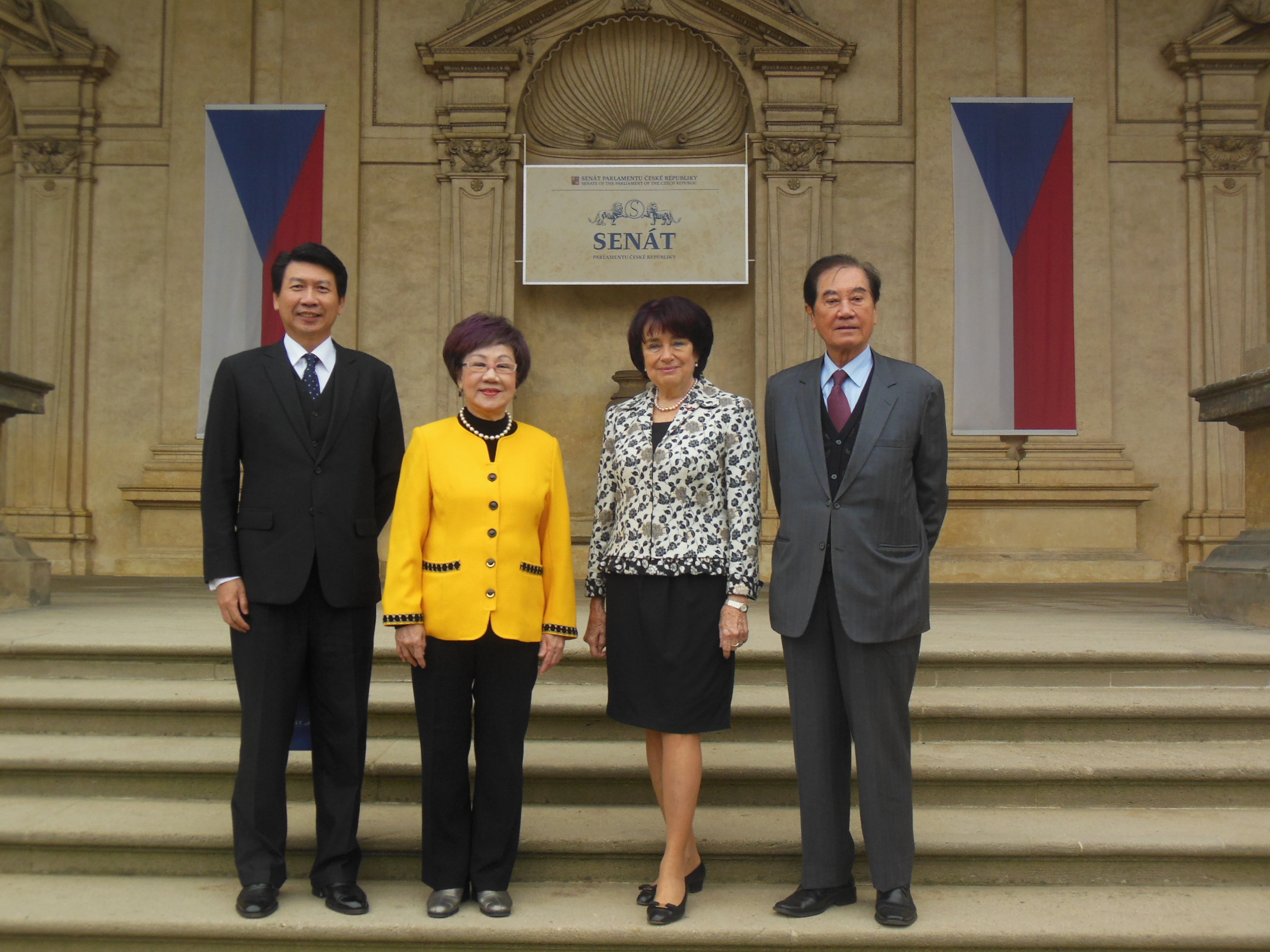
Syková s velvyslancem Joeym Wangem, Annette Lu a Markem Chenem během konference Forum 2000 v Praze v roce 2016.

V senátních volbách v říjnu 2012 byla zvolena jako nezávislá kandidátka za ČSSD do senátu za volební obvod č. 20 – Praha 4. Dne 28. října 2013 ji prezident Miloš Zeman vyznamenal Medailí Za zásluhy. Od března 2014 působila v týmu poradců premiéra Bohuslava Sobotky jako poradkyně pro oblast sociálních věcí, vědy a výzkumu, školství, zdravotnictví a rovných příležitostí. Usnesením vlády ze dne 10. září 2014 byla jmenována do Rady pro výzkum, vývoj a inovace, kde byla zvolena 1. místopředsedkyní. Na svou funkci místopředsedkyně rady rezignovala 1. června 2016 po vypuknutí kauzy s platbami pacientů s ALS zařazených do klinické studie možné léčby kmenovými buňkami. Usnesením vlády z 1. října 2014 č. 794 byla jmenována členkou výzkumné rady Technologické agentury ČR.
Ve volbách do Senátu PČR v roce 2018 obhajovala svůj mandát senátorky v obvodu č. 20 – Praha 4. Tentokrát však nikoliv za ČSSD, tj. za stranu, za níž byla zvolena v roce 2012, ale za hnutí ANO 2011. Se ziskem 13,06 % hlasů obsadila 2. místo. Její protikandidát Jiří Drahoš však získal už v prvním kole 52,65 % hlasů, a stal se tak rovnou senátorem. Syková tedy jako senátorka skončila.
V doplňovacích volbách do Senátu PČR v dubnu 2019 neúspěšně kandidovala v obvodu č. 24 – Praha 9 jako nestraník za hnutí PRO Zdraví. Získala 1,98 % hlasů, a skončila tak na posledním, 10. místě.
Ve volbách do Evropského parlamentu v květnu 2019 kandidovala jako nestraník na 2. místě kandidátky hnutí PRO Zdraví a Sport, ale nebyla zvolena.

## Osobní život
Od roku 1969 je provdána za neurofyziologa Josefa Syku, který byl do roku 2001 ředitelem Ústavu experimentální medicíny AV ČR a se kterým se poznala v laboratoři MUDr. Bureše. Mají spolu dva syny Ing. Josefa Syku a MUDr. Michaela Syku.

## Ocenění

### Vědecké ceny
- 1976, 1978 – Odměny Československé akademie věd (se spolupracovníky)
- 1982 – Cena Československé akademie věd (se spolupracovníky)
- 1984 – Cena Československé fyziologické společnosti (se spolupracovníky)
- 1992 – Cena České lékařské společnosti J. E. Purkyně
- 1993 – Cena České společnosti pro neurovědy
- 1994 – Cena České lékařské společnosti J. E. Purkyně
- 1997 – Cena Akademie věd České republiky
- 1997 – Cena nadace Janssen-Cilag
- 1999 – Zvolená členka Academia Europaea
- 2002 – Zvolená členka European Academy of Science
- 2003 – Purkyňova Medaile AV ČR
- 2005 – Cena Nadace Paula Jansena za nejlepší práci v oboru neurologie
- 2009 – Medaile J. Trapla za zásluhy ve vědecké práci
- 2011 – zvolena členkou Učené společnosti České republiky
- 2013 – Státní vyznamenání Medaile Za zásluhy, I. stupně za zásluhy o stát v oblasti vědy
- 2014 – Medaile Univerzity Karlovy
- 2016 – Řád Elišky Přemyslovny